# Corinne Goddijn-Vigreux

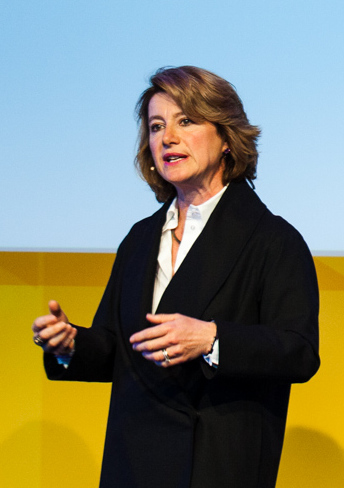
Corinne Goddijn-Vigreux (2015)

Corinne Danièle Goddijn-Vigreux, geboren als Corinne Danièle Vigreux (* 9. Dezember 1964 in Lyon), ist eine französische Unternehmerin und Managerin. Sie ist Co-Gründerin und CCO des niederländischen Herstellers von Navigationssystemen TomTom N.V.

## Leben
Corinne Goddijn-Vigreux stammt aus Vaulx-en-Velin. Ihr Vater war Einkäufer und ihre Mutter Pharmazeutisch-technische Assistentin beim Pharma- und Chemiekonzern Rhône-Poulenc. Sie selbst besuchte ab 1970 die École Claude Kogan in Villeurbanne, wechselte 1974 an das Collège Joliot Curie in Bron und 1979 an das Lycée Du Parc in Lyon, das sie bis 1984 besuchte. Von 1984 bis 1987 studierte sie an der École des praticiens du commerce international Wirtschaftswissenschaften.
Sie arbeitete von 1987 bis 1993 beim ehemaligen britischen Unternehmen Psion Plc. Sie heiratete Harold Goddijn, damals noch CEO bei Psion Plc. 1994 stieg sie in die Geschäftsleitung bei der Firma Palmtop ein, 2001 folgte ihr Ehemann und Palmtop wurde zu TomTom N.V. Seit 1994 ist sie beim Unternehmen im Marketing tätig. Sie hat einen wesentlichen Anteil daran, dass sich das Unternehmen zum Marktführer von Navigationssystem, Anbieter von Geodaten sowie Telemetrie- und Flottenlösungen in Europa positionierte.
Corinne Goddijn-Vigreux ist Mitglied im Aufsichtsrat der Niederländischen Oper, Mitglied im Verwaltungsbeirat des Amsterdamer Grachtenfestivals (Prinsengracht) und Co-Vorsitzende der niederländischen Sektion von Women Corporate Directors (WCD). Außerdem ist sie Vorsitzende der Sofronie Foundation, Präsidentin der niederländischen Sektion der Conseiller du commerce extérieur de la France (CCEF), im Vorstand der niederländischen Vertretung der Chambre Française de Commerce et d'Industrie (CFCI) und Mitglied des Conseil de Coopération Franco-Néerlandais (CCFN).
2006 gründete sie mit ihrem Mann in London die Rinkelberg Capital Ltd. GPS Business News berichtete 2007, dass das in London lebende Ehepaar Goddijn Platz 65 der vermögendsten Briten erreicht hatte. 2008 erreichten sie mit einem Vermögen von 668 Millionen Pfund noch Rang 122, 2009 mit 418 Millionen Pfund Rang 222. 2013 wurde das Familienvermögen mit 550 Millionen £ beziffert. 2014 waren ihr Mann und sie jeweils mit 11,7 % Aktienanteilen an TomTom beteiligt.
Aus der Ehe mit Harold Goddijn gingen zwei Kinder hervor.

## Auszeichnungen
- Chevalier de la Légion d’Honneur, 6. April 2012[18]